# Район Тенрю

Райо́н Тенрю́ (яп. 天竜区, てんりゅうく, МФА: [tenɾʲuː ku̥]) — район міста Хамамацу префектури Сідзуока в Японії.  Площа становить 944,00 км². Станом на 1 серпня 2011 року населення складало 33 286  осіб, густота населення — 35,3 осіб/км².